# Quai de la Dérivation
Le quai de la Dérivation est une artère de la ville belge de Liège, sur la rive gauche de la Dérivation, qui relie, d'amont en aval, le quai de l'Ourthe au quai du Barbou. 

## Toponymie et histoire
La Dérivation est un cours d'eau formé par l'Ourthe et par une partie de la Meuse. Elle coule à l'est d'Outremeuse. Les travaux pour créer la Dérivation ont été menés de 1853 à 1863. Le quartier assez marécageux était jusqu'alors inhabité et s'appelait les Prés Saint-Denis alors que l'actuel boulevard de la Constitution était un bras secondaire de la Meuse appelé Biez du Barbou.

## Situation
La route nationale 610 emprunte le quai. Comme les autres quais longeant la rive gauche de la Dérivation, la circulation automobile se fait en sens unique sur deux bandes d'aval vers l'amont, du quai du Barbou vers le quai de l'Ourthe et entre le boulevard de la Constitution et le pont d'Amercœur.

## Architecture et urbanisme
Ce quai est bordé d'immeubles modernes d'une dizaine d'étages, d'îlots de maisons de maître érigés principalement au cours du XIXe siècle (comme du numéro 32 au 42)  et d'un espace en friche qui était occupé par le site de l'hôpital de Bavière. 
L'immeuble d'angle avec la place Théodore Gobert situé au no 1 a été réalisé dans le style Art déco et celui situé au no 3 possède sur la façade en briques vernissées un panneau de céramiques représentant des roses.

## Galerie

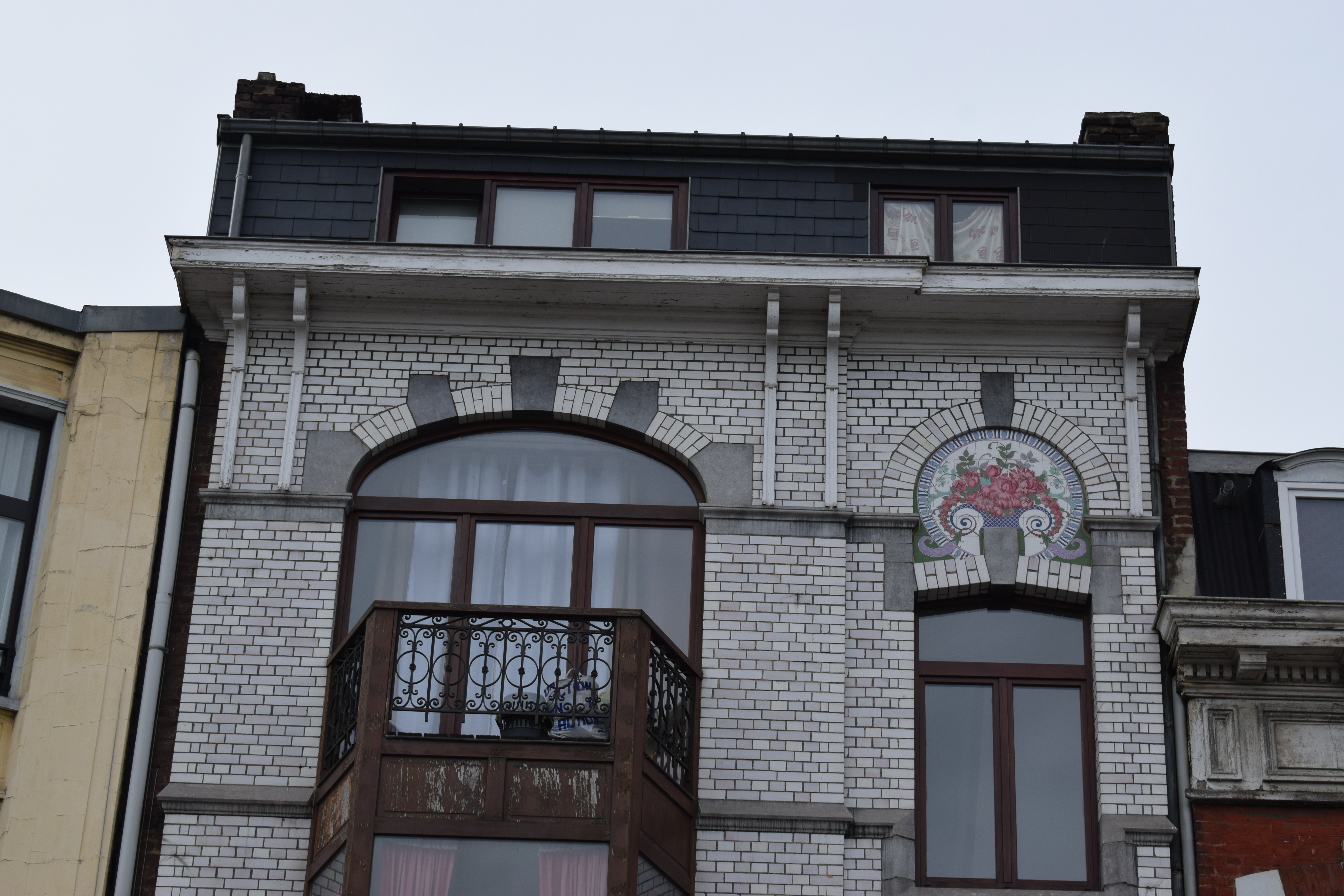
Quai de la Dérivation, 3
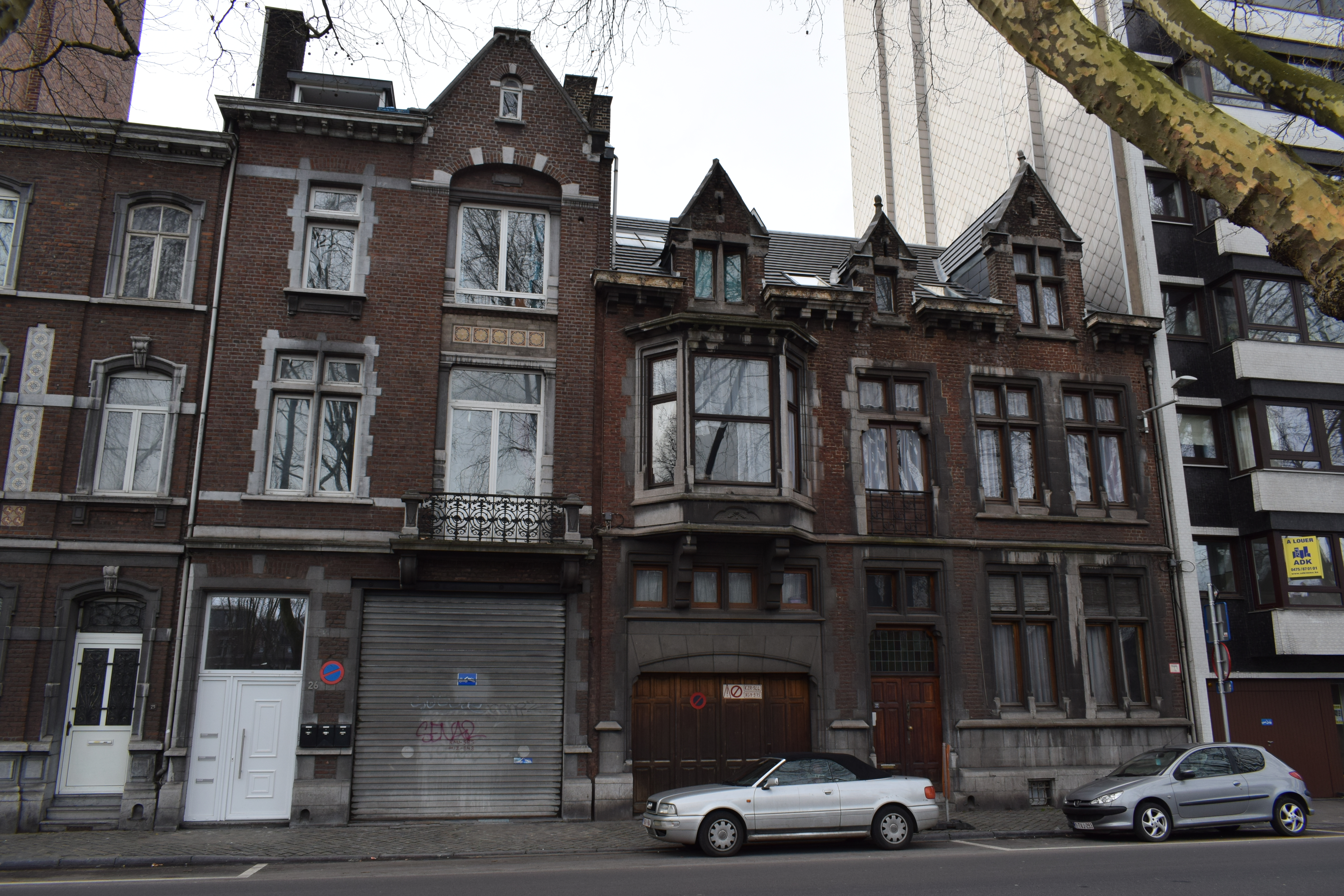
Quai de la Dérivation, 26 et 27
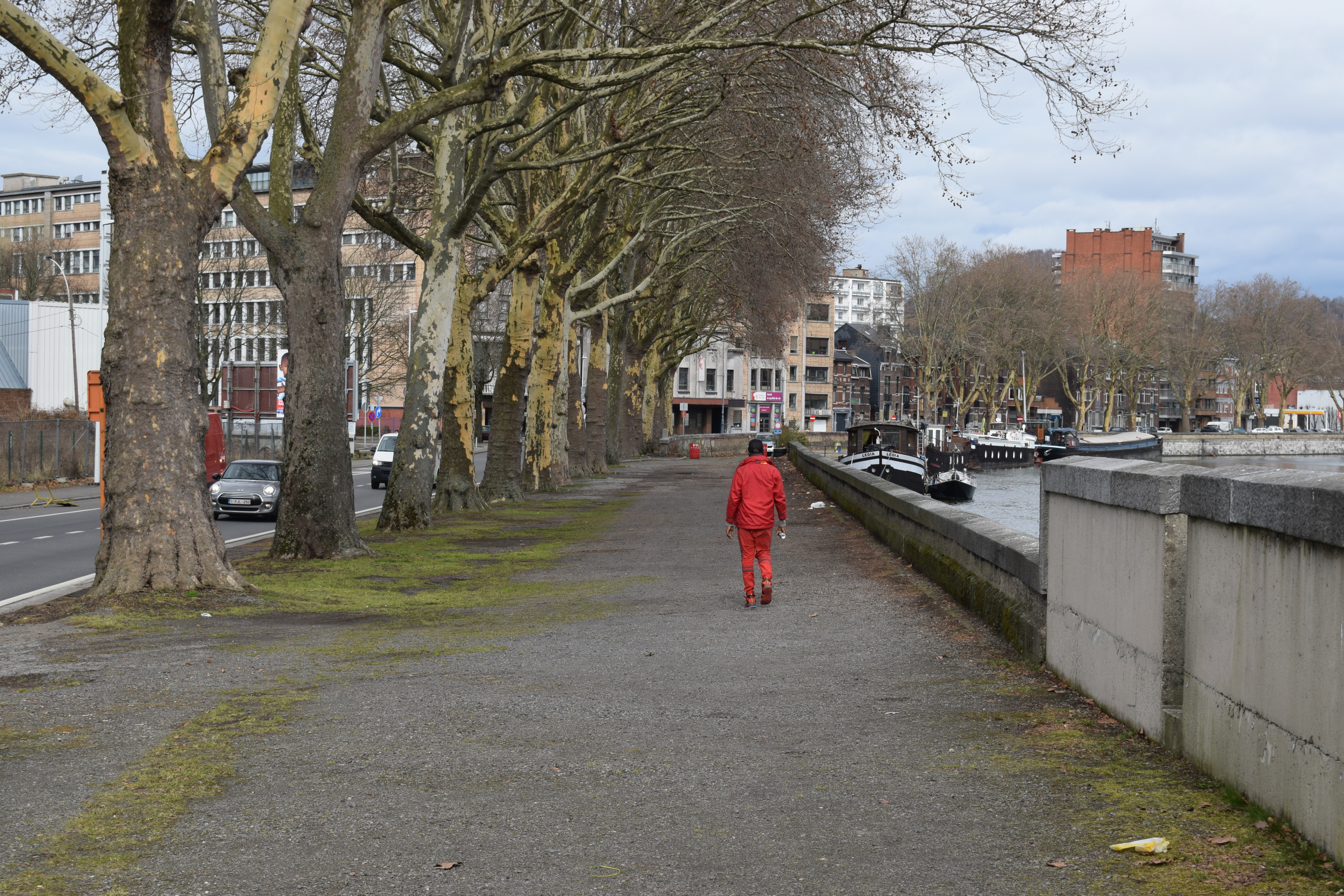

## Voiries adjacentes
- Quai de l'Ourthe
- Pont d'Amercœur
- Place Théodore Gobert
- Rue Puits-en-Sock
- Rue de la Liberté
- Rue de l'Enseignement
- Rue du Parlement
- Rue de la Justice
- Rue des Bonnes-Villes
- Pont de Bressoux
- Boulevard de la Constitution
- Quai du Barbou